# Glacier de Trélaporte
Le glacier de Trélaporte est un glacier de France situé dans le massif du Mont-Blanc, sur la commune de Chamonix-Mont-Blanc.
Le glacier naît sur la face est des aiguilles de la République, du Grépon et des Grands Charmoz, à environ 2 700 mètres d'altitude et s'écoule vers l'est en direction du glacier du Tacul et de la Mer de Glace. Il est entouré par le glacier d'Envers de Blaitière au sud, le glacier des Nantillons à l'ouest sur l'autre versant des aiguilles de Chamonix, du glacier de la Thendia sur l'ubac des aiguilles de Chamonix et par la confluence des glaciers du Tacul et de Leschaux qui donnent naissance à la Mer de Glace à l'est. Le refuge d'Envers des Aiguilles se trouve juste au sud du glacier.